# Historia de la estructura del ejército romano

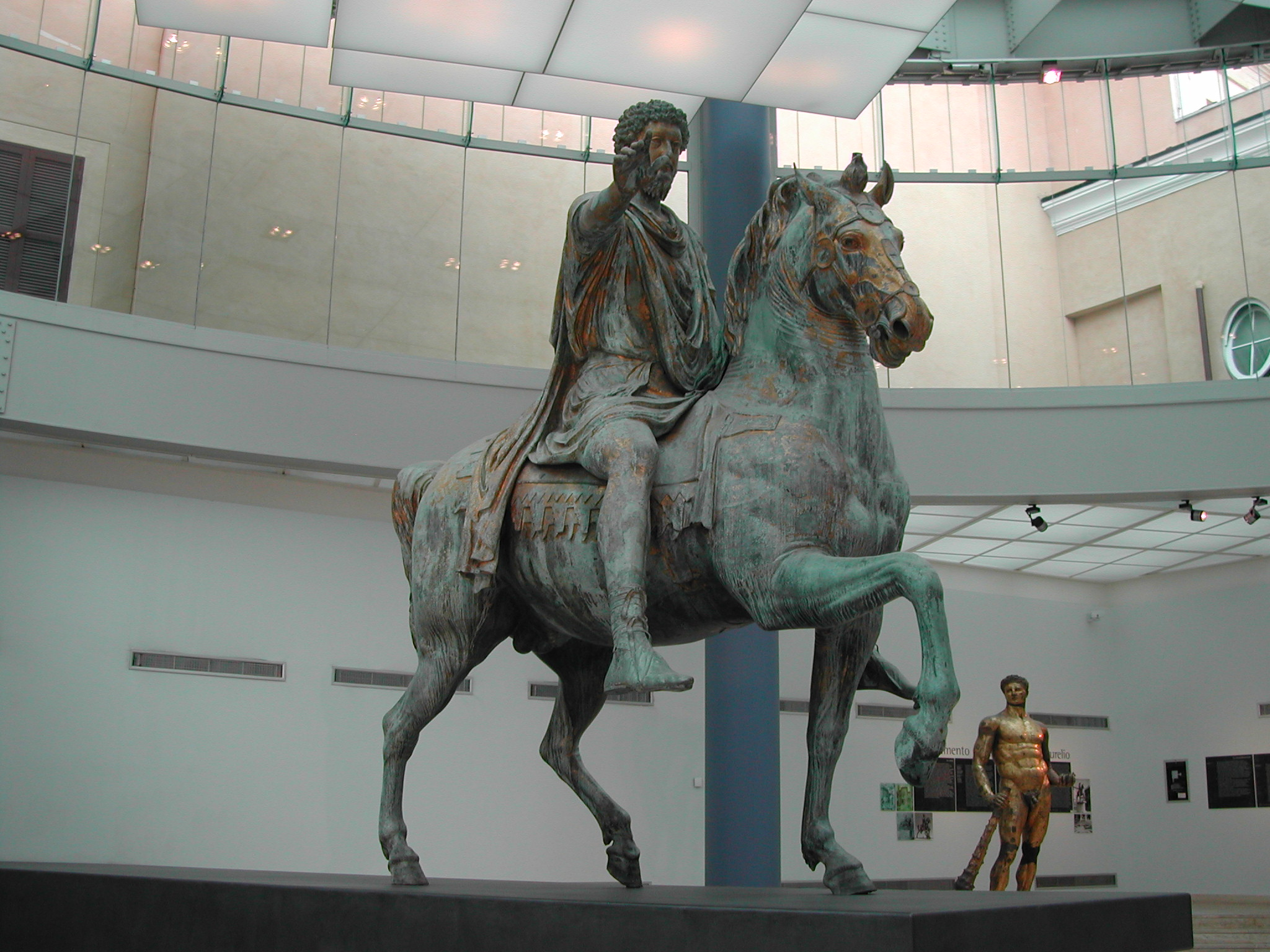
Estatua ecuestre del emperador Marco Aurelio. Museos Capitolinos, Roma.

La historia de la estructura del ejército romano describe las principales transformaciones cronológicas de la organización y constitución de las fuerzas armadas de la antigua Roma, las cuales han sido calificadas como «la institución militar más efectiva y duradera conocida de la historia».
Desde sus orígenes alrededor del año 800 a. C. hasta el hundimiento del Imperio romano de Occidente en 476 d. C., la estructura militar de Roma atravesó una serie de cambios estructurales de gran envergadura. A grandes rasgos, las armas romanas se dividían en ejército y armada, si bien estas dos ramas estaban menos diferenciadas que en los ejércitos nacionales actuales. A su vez, en estas dos ramas los cambios estructurales fueron ocurriendo como resultado de una reforma militar con visión de futuro, así como de una evolución estructural orgánica.
Después de un periodo protohistórico del cual no existe información escrita, la estructura del ejército romano puede generalizarse a través de una serie de fases históricas. Inicialmente, el ejército romano consistía en unas levas anuales de ciudadanos que prestaban el servicio militar como parte de sus deberes para con el Estado. Durante este periodo el ejército romano se enfrentó principalmente a adversarios locales en campañas estacionales.
A medida que los territorios controlados por Roma se iban expandiendo, y a medida que el tamaño de las ciudades se incrementaba, los ejércitos de la antigua Roma fueron poco a poco profesionalizándose, asalariando a sus soldados. Como consecuencia, los servicios militares de los niveles más bajos de la sociedad se fueron haciendo cada vez a más largo plazo. Las unidades militares de ese periodo eran muy homogéneas y estaban muy reguladas. El ejército consistía en unidades de infantería romana conocida como legiones, así como tropas aliadas formadas por ciudadanos no romanos conocidas como tropas auxiliares (auxilia). Esta última se solía llamar para que proveyese al ejército de infantería ligera o de caballería, formando las legiones el núcleo de infantería pesada.
En la tercera fase del desarrollo militar de Roma, las fuerzas estaban encargadas de mantener y asegurar las fronteras de las provincias bajo control romano, así como de la propia Italia. Las amenazas estratégicas de la época eran en general menos serias en este periodo, y el énfasis se puso en la preservación del territorio ganado. El ejército fue evolucionando a la nueva situación y se volvió más dependiente de las guarniciones estables, y menos en los campamentos itinerantes y las operaciones de campo continuas.
En la fase final del ejército romano, el servicio militar continuó siendo asalariado y profesional para las tropas regulares. Sin embargo, la tendencia a emplear a aliados o a tropas mercenarias se expandió hasta el punto de que éstas acabaron representando una proporción muy sustancial de las fuerzas de Roma. Al mismo tiempo, la uniformidad de la estructura que presentaba el ejército romano en épocas anteriores desapareció: los soldados de la época variaban desde arqueros montados y muy poco armados a la infantería pesada, en regimientos de muy variable tamaño y calidad. Esto fue acompañado de una importancia cada vez mayor de la caballería frente a la infantería, así como una recuperación de la importancia de la movilidad.

## Fuerzas tribales (c. 800a.C.-c. 578a.C.)
El primer ejército romano mencionado en los escritos se describe por fuentes mucho más tardías. En concreto, Tito Livio y Dionisio de Halicarnaso hablan del ejército romano remontándose al siglo VIII a. C. A menudo se hace referencia a ese ejército como el ejército curiado de Roma, nombre que procede de las subdivisiones del ejército basadas en las tres tribus fundadoras de la ciudad (en latín: curiae). El ejército era relativamente pequeño, y sus actividades se limitaban «principalmente a saqueos y robos de ganado con escaramuzas ocasionales».
Carecía del profesionalismo y la organización de posteriores ejércitos romanos, estando las unidades y regimientos probablemente compuestos por divisiones por tribu o por gens. El ejército estaba compuesto de infantería desde sus comienzos en algún momento del primer milenio a. C., mientras que la caballería (conocida como los celeres o, literalmente, 'los rápidos') no se formaría, según la tradición (muy discutida, por otra parte), hasta tiempos de Rómulo.
Durante esta época, Roma sería probablemente un pueblo fortificado en lo alto de una colina, y su ejército se podría aproximar al típico grupo de guerreros de la Edad del Bronce, liderados por el jefe de la tribu. Muchas de las armas y armaduras de este periodo eran muy similares al resto de la cultura de Villanova, que era la predominante en la región. Los diseños de las espadas, por ejemplo, eran muy similares a las utilizadas por otras poblaciones de esa época.
El ejército (legio en latín) de este periodo consistía, según Tito Livio, en exactamente 3.000 soldados de infantería y 300 de caballería. Cada una de las tres tribus fundadoras debía aportar un tercio del mismo. Sin embargo, Livio es muy posterior a los hechos descritos, lo que unido a la exactitud matemática de estas cifras, las convierte en poco creíbles. En lo que coinciden la mayoría de los historiadores modernos es en que la práctica totalidad del ejército la formaban los soldados de a pie o pedites. Posiblemente se tratara de una infantería homogénea armada con jabalinas. La caballería (en latín, celeres), era mucho menos numerosa, y seguramente compuesta por los nobles adinerados de la ciudad.
En la entrada del siglo VII a. C., los etruscos (en latín, Etrusci), en la Edad del Hierro, constituían la civilización predominante en el Lacio. Como tantos otros pueblos de la región, los romanos guerrearon con los etruscos para conservar su independencia y fueron derrotados. A finales de siglo los etruscos conquistaron Roma, estableciendo una dictadura militar o un reino en la ciudad.

## Hoplitas de modelo etrusco (578a.C.-510a.C.)

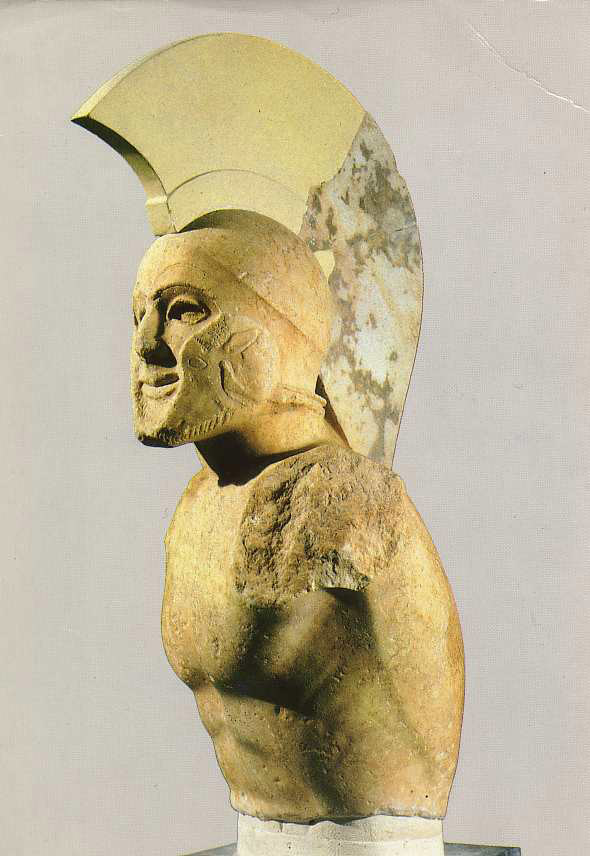
Escultura de un hoplita de la Antigua Grecia. En este tipo de soldados se basaba la primera clase de infantería desarrollada por Roma.

Aunque algunas fuentes romanas, incluyendo a Tito Livio y a Polibio, hablan en sus relatos del ejército romano de la época de la monarquía romana (periodo que siguió a la captura de Roma por los etruscos), ninguna de ellas son fuentes contemporáneas a los hechos. Polibio, por ejemplo, escribía unos 300 años después de los acontecimientos que relata, y Tito Livio se sitúa cronológicamente unos 500 años más tarde de los hechos. Adicionalmente, los registros y documentos que pudieran ser redactados por los romanos a lo largo de esa época fueron destruidos cuando la ciudad fue saqueada por los galos, por lo que las fuentes no pueden ser tan fiables en este periodo como lo son en la historia militar posterior a la primera guerra púnica. Por todos estos motivos, gran parte de la historia de este periodo se considera apócrifa.
De acuerdo, sin embargo, a los escritos que tenemos, los tres reyes de Roma en la época de la ocupación etrusca fueron Tarquino el Viejo, Servio Tulio y Tarquino el Soberbio. Durante esta época, el ejército pasó por una reforma hacia el modelo centurial, basado en la clase socioeconómica. Esta reforma se atribuye tradicionalmente a Servio Tulio, segundo de los reyes etruscos, que habría llevado a cabo primero el primer censo de todos los ciudadanos romanos. Livio dice que Tulio reformó el ejército trasplantando en él la nueva estructura diseñada originalmente para la vida civil como resultado del censo. Entre otros motivos, el servicio militar era considerado en este tiempo una responsabilidad cívica y una forma de mejorar el estatus social dentro de la sociedad romana.
En cualquier caso, las clases sociales romanas no fueron creadas por el censo, sino que más bien fueron calificadas por él. Sería por tanto algo más exacto decir que, en lugar de ser reformada, la estructura militar de la época fue mejor definida: la calificación como ciudadanos de «primera clase» (aquellos calificados para servir militarmente como infantería pesada) a aquellos con activos por valor de 100.000 o más ases (la moneda de la época), no altera el hecho de que antes de esa calificación los ciudadanos más pobres no hubieran sido capaces de pagarse las armas y la armadura necesarias para servir como infantería pesada.
Los relatos también dicen que el ejército duplicó su tamaño en ese momento, pasando a estar formado desde los 3.000 hasta los 6.000 hombres, que a su vez se dividieron en 60 centurias de 60-80 hombres cada una. El ejército estaba compuesto por una serie de tropas diferentes basadas en las clases sociales de los ciudadanos propietarios, conocidos colectivamente como assidui. Todos, desde los ciudadanos más pobres pertenecientes a la «quinta clase» hasta los más ricos de la «primera clase» y con la orden ecuestre, por encima de todos ellos, estaban obligados a cumplir el servicio militar.
Es importante hacer un inciso para señalar que los ciudadanos romanos de esta época normalmente veían el servicio militar como un honroso deber para con el Estado. Esta visión contrastaría con la que se tendría del servicio militar en tiempos posteriores, cuando ya se percibía como una carga desagradable y gravosa. Mientras que existen relatos de romanos del Bajo Imperio que llegaron a mutilarse para evadir el servicio militar, parece que no existían esos problemas en los comienzos de la historia de Roma. Ello, en parte, puede deberse a la menor intensidad de los conflictos en esta época, y en parte también a que solían luchar cerca de sus propias tierras y hogares, y que incluso a menudo su lucha era con el fin de proteger esas posesiones. También podía deberse, como apuntan algunos de los últimos escritores romanos, a la existencia de un mayor espíritu marcial en la antigüedad.
El orden ecuestre, los plebeyos adinerados, servía como caballería montada (de ahí su nombre). La primera clase, compuesta por los ciudadanos más ricos, servía como infantería pesada con espadas y largas lanzas (con cierto parecido a los hoplitas), y ocupaba la primera línea de batalla. La segunda clase iba armada de forma similar a la primera, pero sin un peto que les protegiese el torso, y con un escudo oblongo en lugar de redondo. Se colocaba justo detrás de la primera en formación de batalla.
Las tercera y cuarta clases tenían un armamento más ligero que las otras dos, y portaban una lanza y varias jabalinas para ataque a distancia. Normalmente se colocaban detrás de la segunda clase, para dar apoyo con sus armas arrojadizas. Por último, los ciudadanos de la quinta clase eran demasiado pobres para permitirse mucho equipamiento, por lo que iban armados como hostigadores, con hondas y piedras. Se colocaban a modo de pantalla por delante del ejército principal, cubriendo su aproximación y ocultando sus maniobras.
Quedaba, sin embargo, una última clase que no figuraba ni en el censo, compuesta por aquellos hombres sin propiedades, que eran excluidos de las clases sociales de los assidui, y se les eximía del servicio militar debido a que eran demasiado pobres como para aportar ningún tipo de equipamiento militar. Sin embargo, en las situaciones más complicadas incluso esta clase, los proletarii, eran llamados al servicio, aunque su valor militar era probablemente muy cuestionable. Las tropas de estas clases lucharían juntas en el campo de batalla, con la excepción de las tropas más veteranas, a las que se encargaba la protección de la ciudad.

## Legión manipular (509a.C.-217a.C.)
El ejército de los comienzos de la República Romana continuó evolucionando, y si bien existió una cierta tendencia entre los romanos de atribuir los cambios a grandes reformistas, lo más probable es que los cambios fuesen producto de una lenta evolución, y no tanto de una política singular y deliberada de reforma.
Durante este periodo se denominaba legión a la formación militar compuesta por unos 5.000 hombres. Sin embargo, en contraste con posteriores formaciones legionarias, que estarían compuestas exclusivamente por infantería pesada, las legiones del comienzo y mediados de la República estaban compuestas por una mezcla de infantería ligera y pesada.
Para referirse a este tipo de legión se utiliza el término ejército manipular. El motivo de este término es marcar el contraste existente entre esta legión basada en unidades de 120 hombres llamadas manípulos, y los posteriores ejércitos legionarios del Imperio, basados en el sistema de cohortes. El ejército manipular estaba basado parcialmente en el sistema de clases sociales y parcialmente en la edad y experiencia militar de los soldados. Representa, por tanto, un paso intermedio teórico entre los anteriores ejércitos basados en la clase social y los ejércitos posteriores, donde el estrato social será irrelevante. En la práctica, incluso los esclavos llegaron a ser llamados para formar parte del ejército de la República cuando ello llegó a ser necesario.

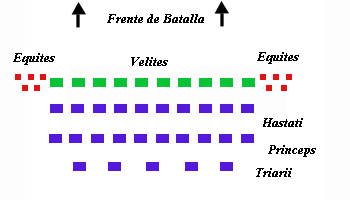
Disposición de la legión manipular en el campo de batalla.

El ejército manipular recibió su nombre de la forma en la que se colocaba la infantería pesada. Los manípulos eran unidades de 120 hombres que pertenecían a una misma clase de infantería. Eran lo suficientemente pequeños como para permitir el movimiento táctico de unidades de infantería individuales en el campo de batalla y dentro del marco de un ejército más grande.
Los manípulos se organizaban en tres distintas líneas de batalla (en latín, triplex acies) basadas cada una en un tipo de infantería pesada: hastati, princeps y triarii.
- La primera clase, los hastati, formaba en primera línea de batalla: Se trataba de soldados de infantería cubiertos con armaduras de cuero, corazas y cascos adornados con 3 plumas de aproximadamente 30 centímetros de altura. Llevaban un escudo de madera, reforzado con hierro, que medía 4 pies de altura (unos 120 cm) y tenía forma de rectángulo convexo. Blandían una espada llamada gladius y dos lanzas arrojadizas conocidas como pila (un pesado pilum y una jabalina más pequeña).

- La segunda clase, los príncipes o princeps, formaban habitualmente la segunda línea de soldados en la formación de batalla. Eran soldados de infantería pesada, armados y protegidos igual que los hastati, salvo por el hecho de que utilizaban una cota de malla más ligera en lugar de una coraza sólida.
- Los triarii, que formaban habitualmente la tercera fila cuando el ejército se colocaba en orden de batalla, eran los últimos remanentes de soldados de estilo hoplita en el ejército romano. Sus armas y armadura eran similares a las de los princeps, con la excepción de que su arma principal era una pica en lugar de los dos pila.

En la legión manipular estándar se podían encontrar 1.200 hastati, 1.200 princeps y 600 triarii. Las tres clases de unidades podrían haber mantenido algún paralelo con las divisiones sociales en la sociedad romana pero, al menos de forma oficial, la pertenencia a cada una de las tres líneas se basaba en la edad y experiencia del soldado, y no tanto en la clase social. Los hombres más jóvenes y novatos servirían en el ejército como hastati, los hombres algo más formados y con experiencia militar serían princeps, y las tropas más veteranas de edad más avanzada formarían la línea de triarii.
La infantería pesada de los manípulos era a su vez apoyada por las tropas de infantería ligera (en latín, vélites) y de caballería (en latín, equites), normalmente 300 hombres a caballo por legión manipular. La caballería la formaba en principio la clase más rica de la orden ecuestre, pero en ocasiones se conseguía caballería e infantería ligera adicional de los aliados latinos del resto de la península itálica. Los equites seguían perteneciendo a las clases más ricas de la sociedad romana.
Había, por último, una clase adicional de tropas que recibían el nombre en latín de accensi o adscripticii. Más adelante también fueron denominados supernumerarii. Se trataba de tropas que seguían al ejército sin un rol material específico, y que se situaban detrás de los triarii. Su principal función era suplir a las bajas que pudieran producirse en los manípulos, aunque también pueden haber servido de forma ocasional como mensajeros de los oficiales.
La infantería ligera de 1200 velites consistía en tropas hostigadoras sin armadura que procedían de las clases sociales más bajas y de los soldados más jóvenes. Estaban armados con una espada y una rodela de 3 pies (unos 90 centímetros) de diámetro, además de varias jabalinas ligeras de madera, también de unos 3 pies de largo, y con una punta metálica estrecha de unos 25 centímetros. El número de estas tropas se incrementaba con la inclusión de infantería ligera aliada y los irregulares rorarii (tropas parecidas a los accensi).
El reclutamiento efectuado en el año 403 a. C. fue el primero que fue realizado para una campaña más larga que una simple estación, y desde ese momento la práctica se fue volviendo cada vez más común, hasta el punto de llegar a ser habitual.
En cuanto a las fuerzas armadas navales, hubo una pequeña armada que operó a bajo nivel tras la segunda guerra samnita, y que se vio incrementada de forma masiva durante este periodo, expandiéndose desde lo que sería una simple patrulla fluvial y costera hasta el tamaño de una verdadera unidad marítima. Tras un periodo de construcción frenética debida a la primera guerra púnica, la armada creció hasta un tamaño de más de 400 naves realizadas bajo el diseño naval cartaginés. Una vez completada, esta flota pudo llegar a albergar hasta 100 000 marineros y tropas embarcadas para la batalla.
La armada se redujo en tamaño en los años posteriores. Esto, en parte, tuvo lugar porque la pacificación del mar Mediterráneo hizo que no fuera necesario llevar a cabo una política militarista naval, y en parte también se produjo porque los romanos eligieron confiar en este periodo en las naves que aportaban las ciudades griegas, cuyos habitantes tenían una mayor experiencia marítima.

## Proletarización de la infantería (217a.C.-107a.C.)
Las extraordinarias exigencias militares de las guerras púnicas, junto con la falta de mano de obra, pusieron en evidencia las debilidades tácticas de la legión manipular, al menos en el corto plazo. En 217 a. C. Roma se vio obligada a ignorar sus principios establecidos de que sus soldados debían ser ciudadanos romanos y propietarios, y se vio en la necesidad de enrolar a los esclavos en el servicio naval. Además, aproximadamente en 213 a. C., los requisitos de propiedad se redujeron desde 11.000 a 4.000 ases. Teniendo en cuenta que los romanos preferirían utilizar a ciudadanos libres antes que a los esclavos en sus ejércitos, debe asumirse que, llegados a este punto, los proletarii, los ciudadanos más pobres, también debían haber sido llamados al servicio militar a pesar de su incapacidad legal. Para 123 a. C., los requisitos financieros para el servicio militar fueron de nuevo reducidos de los 4.000 ases a solamente 1.500. Para entonces, por tanto, está claro que muchos de los anteriores proletarii sin propiedades habrían sido admitidos nominalmente en el grupo de los adsidui.
Durante el siglo II a. C., el territorio de Roma sufrió un descenso demográfico general, que en parte se debió a las importantes pérdidas humanas incurridas durante varias guerras. Esto se vio a su vez acompañado por una serie de tensiones sociales y el gran colapso económico de las clases medias, que se fueron incorporando a las clases bajas del censo y a los proletarii. El resultado fue que tanto la sociedad romana como su ejército se fueron proletarizando cada vez más. El estado romano se veía obligado a armar a sus soldados a costa del erario público, puesto que muchos de los soldados que formaban las clases bajas se habían empobrecido hasta ser proletarii en todo salvo en el nombre, y no tenían recursos para pagar su propio equipamiento.
Por otro lado, la distinción entre los hastati, los princeps y los triarii comenzó a ser cada vez más borrosa, posiblemente por el hecho de tener que encargarse el estado de proveer equipamiento estándar a todos salvo las clases más altas, que eran los únicos que podían pagar el suyo propio. En la época de Polibio, los triarii o sus sucesores todavía representaban una infantería pesada distinta, armada con un estilo único de coraza, pero los hastati y los princeps se habían vuelto ya indistinguibles los unos de los otros.
Por último, la falta de hombres llevó a un incremento considerable en la carga repartida entre los aliados (socii) en cuanto a sus aportaciones de soldados, y cuando los aliados habituales no fueron capaces de proveer a Roma con las cantidades y tipos de soldados requeridos, los romanos tampoco pusieron pegas a contratar mercenarios para luchar junto con sus legiones.

## La legión mariana (107a.C.-49a.C.)

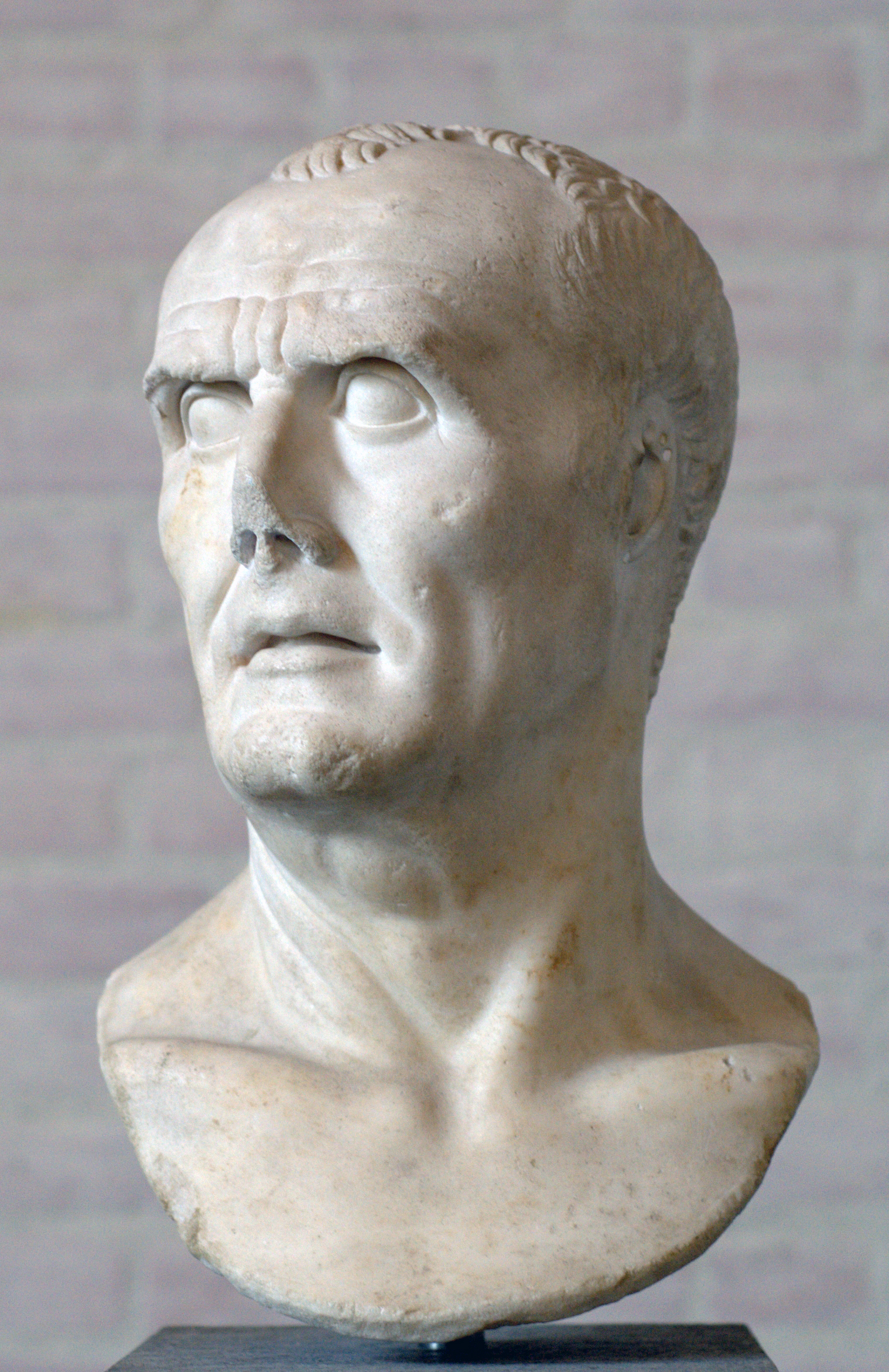
Busto de Cayo Mario, instigador de las reformas de Mario.

En un proceso conocido como reformas de Mario o reformas marianas, un cónsul romano llamado Cayo Mario llevó a cabo un importante programa de reformas en el ejército de la república. En el año 107 a. C. todos los ciudadanos, sin importar su nivel de riqueza o su clase social, fueron habilitados formalmente para entrar en el ejército romano. Este último movimiento formalizó y concluyó un proceso gradual que había ido forjándose a través de varios siglos, mediante la reducción de los requisitos económicos para el servicio militar.
La distinción entre hastati, princeps y triarii, que por otra parte ya se había vuelto muy borrosa, fue oficialmente eliminada, y se creó la legión romana en el concepto en el que se la recuerda habitualmente. La infantería legionaria pasó a ser una fuerza homogénea de infantería pesada compuesta por ciudadanos romanos. Hay que tener en cuenta que, por entonces, la ciudadanía romana se había ido expandiendo geográficamente por toda la Italia peninsular (donde a todos sus habitantes había sido otorgada la plena ciudadanía romana tras la guerra Social, entre los años 90 a.C. y 89 a.C., a través de la 'Lex Plautia Papiria) y, junto a la ciudadanía latina, por la denominada Galia Cisalpina (el norte de Italia, cuyos habitantes recibieron todos la plena ciudadanía romana en el año 49 a. C., a través de la Lex Roscia, y siendo directamente anexados al territorio de Italia), por lo que al hablar de ciudadanos romanos, en este determinado período, el concepto abarca distintas poblaciones de la Italia antigua ya romanizadas desde hace mucho tiempo y no meramente a la ciudad de Roma.
Los equites y la infantería más ligera, como los velites, fueron reemplazados por tropas auxiliares (en latín, auxilia) compuestas por mercenarios o soldados que no eran ciudadanos romanos. Además, debido a la concentración de las legiones en una fuerza de infantería pesada los ejércitos de Roma dependían de la caballería auxiliar que les daba apoyo. Como necesidad táctica, las legiones eran acompañadas casi siempre por un número igual o mayor de tropas auxiliares más ligeras, que a su vez eran reclutadas de los no ciudadanos que vivían en los territorios del Imperio. La única excepción en este periodo histórico en la que una legión llegó a estar formada por soldados que no eran ciudadanos romanos fue una Legión de imitación que fue reclutada en la provincia de Galacia.
Al contrario que en fechas anteriores, los legionarios ya no luchaban sobre la base de campañas estacionales para la protección de su tierra. Por el contrario, ahora recibían una paga fija, y eran empleados por el estado por una duración determinada. Como consecuencia, el servicio militar pasó a desplazarse a las clases más bajas de la sociedad romana, para quienes la paga asalariada del estado resultaba un buen incentivo para alistarse.
A través de este proceso de reformas el ejército fue modificando su composición, de forma que las personas más pobres, y sobre todo las de origen rural, pasaron a constituir un gran porcentaje del total de los soldados. Una consecuencia desestabilizadora de este desarrollo fue que el proletariado «adquirió una posición más fuerte y elevada» dentro del Estado. Sin embargo, esta profesionalización del ejército era absolutamente necesaria si se quería poder establecer guarniciones permanentes en territorios recién adquiridos y tan distantes como Hispania, lo cual no era posible bajo las anteriores milicias estacionales de ciudadanos.
El historiador R. E. Smith apunta que hubo también la necesidad de reclutar legiones adicionales en situaciones de emergencia, con la finalidad de repeler amenazas estratégicas específicas. Argumenta que esto podría haber llevado a crear dos tipos de legiones distintas: Por un lado estarían las legiones de larga duración, establecidas en las provincias y compuestas probablemente por tropas profesionales que componían un ejército en pie de guerra. Por otra parte estarían las legiones formadas rápidamente, que estarían compuestas por hombres más jóvenes con poca o nula experiencia militar, con esperanzas de aventura y botín. En cualquier caso, no se conoce ninguna distinción en cuanto a la paga básica, la disciplina o el equipamiento entre estos dos tipos de legión. La práctica de las tropas veteranas de enrolarse voluntariamente en las nuevas legiones podría haber significado que ningún ejército se compuso exactamente de uno u otro de esos dos arquetipos.
Las legiones de finales de la República estaban compuestas por infantería pesada casi en su totalidad. La principal subunidad de la legión era la cohorte (en latín cohors), formada por 480 hombres de infantería. La cohorte era mucho más grande que el anterior manípulo, y estaba dividida en seis centurias de 80 hombres cada una. A su vez cada centuria se dividía en 10 «grupos de tienda» (en latín, contubernia) de 8 hombres cada uno. Las legiones comprendían también un pequeño cuerpo, normalmente de unos 120 hombres, de caballería legionaria romana (en latín, equites legionis). Los equites se utilizaban como exploradores y mensajeros, y no como verdadera caballería de batalla, dada la inexistencia por aquel entonces de estribos y sillas de montar. Las legiones también contenían un grupo dedicado a la artillería de aproximadamente 60 hombres, y que operaban las armas de asedio como las ballistas (en latín, ballistae).
Cada legión iba acompañada normalmente con un número aproximadamente igual de tropas auxiliares de aliados. Esto fue una formalización de lo que antes era una práctica habitual, esto es, el uso de tropas ligeras de latinos y otros aliados, que para entonces habían recibido la ciudadanía romana tras la guerra Social. Las tropas auxiliares, además, podían estar formadas por distintos tipo de tropas:
- Caballería ligera, conocida como alae.
- Infantería ligera auxiliar, conocida como cohors auxiliae.
- O unidades combinadas con ambos tipos de soldados, conocidas como cohors equitata.[48]

Las tropas de caballería incluían a los arqueros a caballo (en latín, sagittarii), a la caballería de choque (cataphractii o clibanarii) o armados con lanzas (antesignani o lancearii). La infantería podía ir armada con arcos, hondas, lanzas arrojadizas, espadas largas o lanzas. Las unidades auxiliares originalmente eran dirigidas por sus propios jefes y, en este periodo, su organización interna dependía de sus comandantes.
Sin embargo, «la deficiencia más obvia» del ejército romano seguía siendo su escasez de caballería, especialmente caballería pesada, hasta el punto de que incluso las unidades auxiliares estaban compuestas principalmente por infantería. Luttwak comenta que las tropas auxiliares consistían en gran parte de arqueros de Creta, honderos baleares e infantería de Numidia, todos los cuales luchaban a pie. Sin embargo, a medida que las fronteras de Roma se fueron expandiendo, sus adversarios cambiaron de ser ejércitos basados en la infantería a estar basados en la caballería, por lo que el ejército romano comenzó a encontrarse en una cierta desventaja táctica, principalmente en Oriente.
En cuanto a la armada de este periodo, había quedado muy reducida tras las guerras púnicas y la conquista de Grecia. En consecuencia, los piratas cilicios se convirtieron en los verdaderos amos del Mediterráneo. A finales del período republicano, en el contexto de las guerras mitridáticas y la campaña de Pompeyo Magno contra los piratas se acometió una profunda revitalización naval, que sirvió asimismo para hacer frente a nuevos requerimientos: por ejemplo, Julio César reunió una flota en el Canal de la Mancha para invadir Britania. Por último, durante la guerra civil posterior, se llegaron a construir o transformar para el uso militar desde las ciudades griegas un número cercano al millar de naves.

## Reclutamiento de no ciudadanos (49a.C.-27a.C.)
Durante la época de Julio César, en 54 a. C., las unidades regulares de legionarios fueron apoyadas por nuevas unidades especiales. En concreto, se llevó a cabo el reclutamiento de los exploratores, un cuerpo de exploradores, y de los speculatores, espías cuya misión era infiltrarse en los campamentos enemigos.
Por otra parte, y debido a las exigencias de la guerra civil, se tomó la medida extraordinaria de reclutar legiones de no ciudadanos. Julio César lo hizo en la Galia Transalpina, Pompeyo lo hizo en Farsalia y Marco Junio Bruto en Macedonia. Es importante precisar que este reclutamiento tuvo carácter irregular y extraordinario y que no fue, sin embargo, un reclutamiento típico de este periodo. La ley romana siguió exigiendo oficialmente que las legiones estuviesen compuestas exclusivamente por ciudadanos romanos.

## Las legiones imperiales y la reforma de las tropas auxiliares (27a.C.-75d.C.)

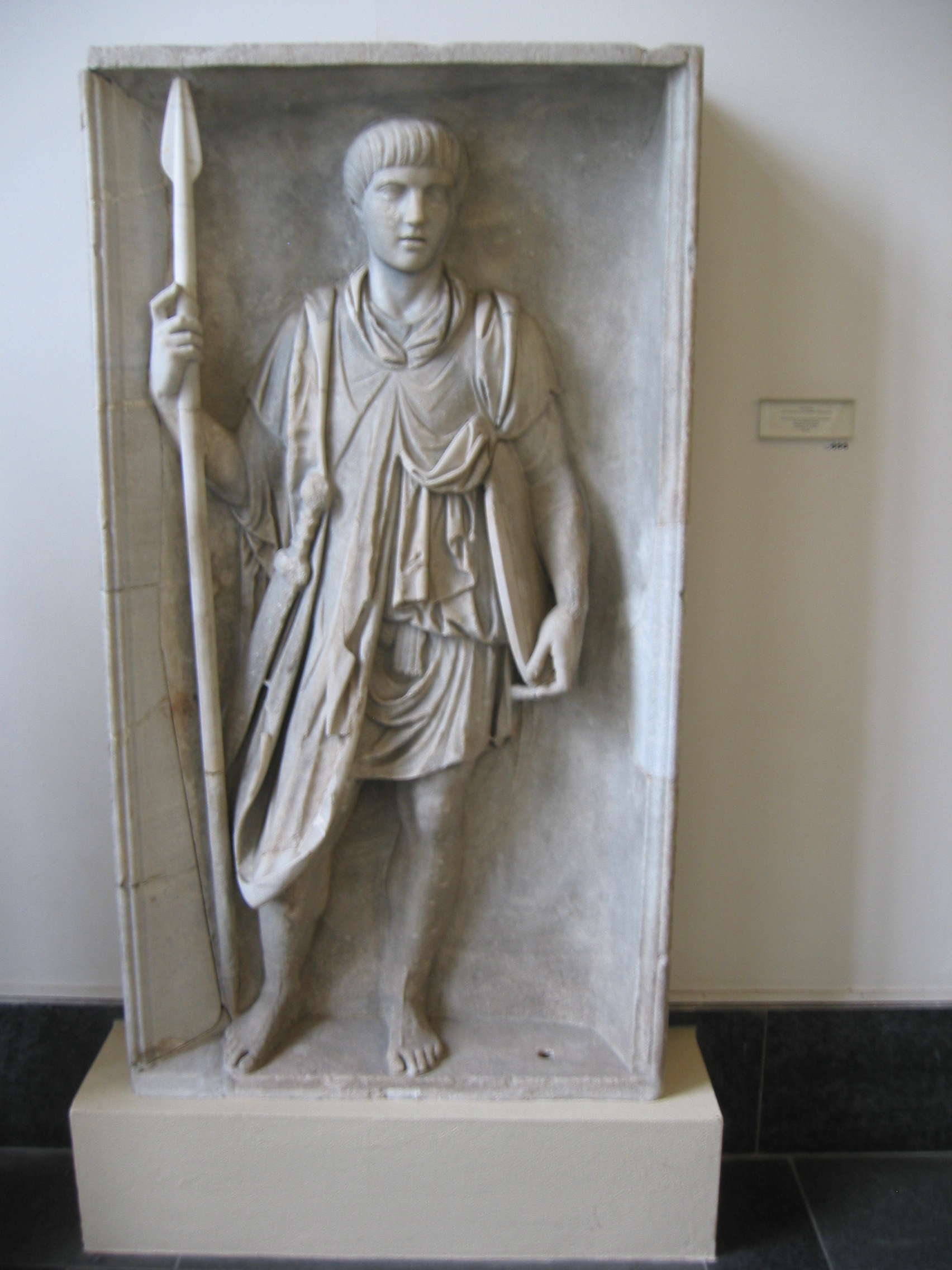
Bajorrelieve representando a un legionario romano sin la indumentaria de combate, aproximadamente del siglo I d. C.

A la finalización de la cuarta guerra civil la principal preocupación en materia militar del nuevo emperador o princeps, Augusto, fue evitar que los generales romanos continuaran usurpando el poder desde su cargo militar. La experiencia de Julio César y, anteriormente, de Mario y Sila, había demostrado cómo las legiones que habían sido reclutadas por causas de «emergencia» estaban compuestas por soldados cuya lealtad era exclusiva hacia su general, que les proveía de los salarios y del botín, y cuya capacidad política les procuraría las tierras para su jubilación. Por este motivo, las tropas dependían casi en exclusiva de su general, y no tanto de la República de Roma ni del Senado, lo cual suponía de hecho que le solían apoyar aunque éste se volviese contra el poder establecido (así había ocurrido con Sila, cuando se dirigió contra Roma, y cuando César cruzó el Río Rubicón). Augusto eliminó la necesidad de reclutar ejércitos de emergencia mediante el incremento del tamaño de los ejércitos regulares para que hubiese suficientes como para defender adecuadamente el territorio del Imperio.
Posiblemente por motivos similares, además de las existentes legiones y tropas auxiliares, Augusto creó una nueva formación de guardias de élite dedicadas a la protección del emperador. La primera de esas unidades tuvo su base en Roma, y fue conocida como Guardia Pretoriana. Otra formación similar recibió el nombre de cohorte urbana.
Las legiones, que habían sido una mezcla de soldados profesionales y civiles, fueron modificadas para convertirse en un ejército permanente compuesto solo por soldados profesionales. Por otro lado, la estructura de cohortes permaneció muy parecida a lo que había sido desde finales de la república, aunque en el siglo I d. C. se duplicó el tamaño de la primera cohorte de cada legión hasta un total de 960 soldados. Sin embargo, aunque la estructura de las legiones permaneció siendo muy parecida, su forma de creación fue alterada de forma gradual. Mientras que las legiones republicanas habían sido reclutadas mediante levas sobre los ciudadanos romanos aptos para la elección, las legiones imperiales fueron reclutadas solamente a partir de voluntarios, pero a partir de un conjunto de ciudadanos mucho más amplio. Las legiones republicanas se habían reclutado casi en exclusiva en Italia, mientras que las legiones de comienzos de la edad imperial obtenían la mayor parte de sus recursos a partir de las poblaciones de las colonias romanas en las provincias desde el año 68 en adelante. Una estimación coloca la proporción de tropas italianas en un 65 % en época de Augusto, aproximadamente en el comienzo del milenio. Sin embargo, la cifra cae hasta alrededor del 49 % a finales del reinado de Nerón.
Dado que las legiones estaban oficialmente abiertas sólo a ciudadanos romanos, Cary y Scullard argumentan que al menos en algunas provincias en esa época «se debieron reclutar muchos provincianos que no tenían verdaderamente la ciudadanía romana, pero que la recibieron de forma no oficial en el momento del reclutamiento», práctica que se incrementaría a lo largo del siglo II. Esto es más probable en aquellas provincias en las que la población de ciudadanos romanos no era lo suficientemente grande como para cubrir las necesidades de reclutamiento del ejército como, por ejemplo, en Britania, en dónde según una estimación sólo habría unos 50.000 ciudadanos romanos en el siglo I de una población provincial total de alrededor de dos millones.
Al mismo tiempo la estructura de las legiones fue acometiendo reformas y sufrió algunas transformaciones de cierta envergadura. Los auxilia fueron reorganizados, y un número de tropas aliadas fueron formalizadas en unidades permanentes similares a las legiones. Por otra parte, en lugar de ser reclutadas de forma reactiva, cuando era necesario, las tropas auxiliares comenzaron a ser formadas de forma previa a los conflictos, y de acuerdo con los objetivos anuales. Además, mientras que en épocas anteriores la organización interna de las auxilia había sido dejada a cargo de sus comandantes, a comienzos del imperio fueron organizadas en unidades estandarizadas conocidas como turmae, si bien no llegaron a estar estandarizadas en su equipamiento de la misma forma que las legiones y a menudo mantenían ciertas características de la nación de la que procedían.
El tamaño de las unidades, al menos, sí que fue en parte estandarizado. La caballería podía formar bien un ala quingenaria de 512 caballeros, o en un ala millaria de 1000 y la infantería auxiliar podía formarse en una cohors quingenaria de 500 hombres o en una cohors millaria de 1000. Las unidades compuestas conjuntamente por caballería e infantería se solían formar en una mayor proporción de soldados de a pie que a caballo: la cohors equitata quingenaria consistía de 380 hombres a pie y 120 a caballo, y la cohors equitata millaria consistía de 760 a pie y 240 a caballo.
La vitalidad del Imperio en este punto era tal que la utilización de auxilia nativos en el ejército romano aparentemente no barbarizó el ejército, como en cambio algunos estudiosos dicen que ocurrió en el bajo imperio. Por el contrario, aquellos que servían como auxilia durante este periodo a menudo buscaban romanizarse ellos mismos. Se les garantizaba la adquisición de la ciudadanía romana a la finalización del servicio, lo cual les aportaba una serie de ventajas sociales, quedando sus hijos en posición de ser elegibles para formar parte de las legiones.
Como con el ejército, en la armada también se reclutaron muchos no italianos, en parte porque los romanos nunca habían estado muy preparados para la vida marítima. Parece que la armada era considerada ligeramente menos prestigiosa que las tropas auxiliares pero, al igual que en estas últimas, las tropas podían ganar su ciudadanía al pasar a la reserva. En términos de estructura, cada navío estaba tripulado por un grupo de hombres que equivalía aproximadamente a una centuria, y diez navíos conformaban un escuadrón naval. Tras la derrota de Antonio, la flota romana se dividió en dos bases principales: Miseno y Rávena.

## Introducción de lasvexillationes(76d.C.-117d.C.)

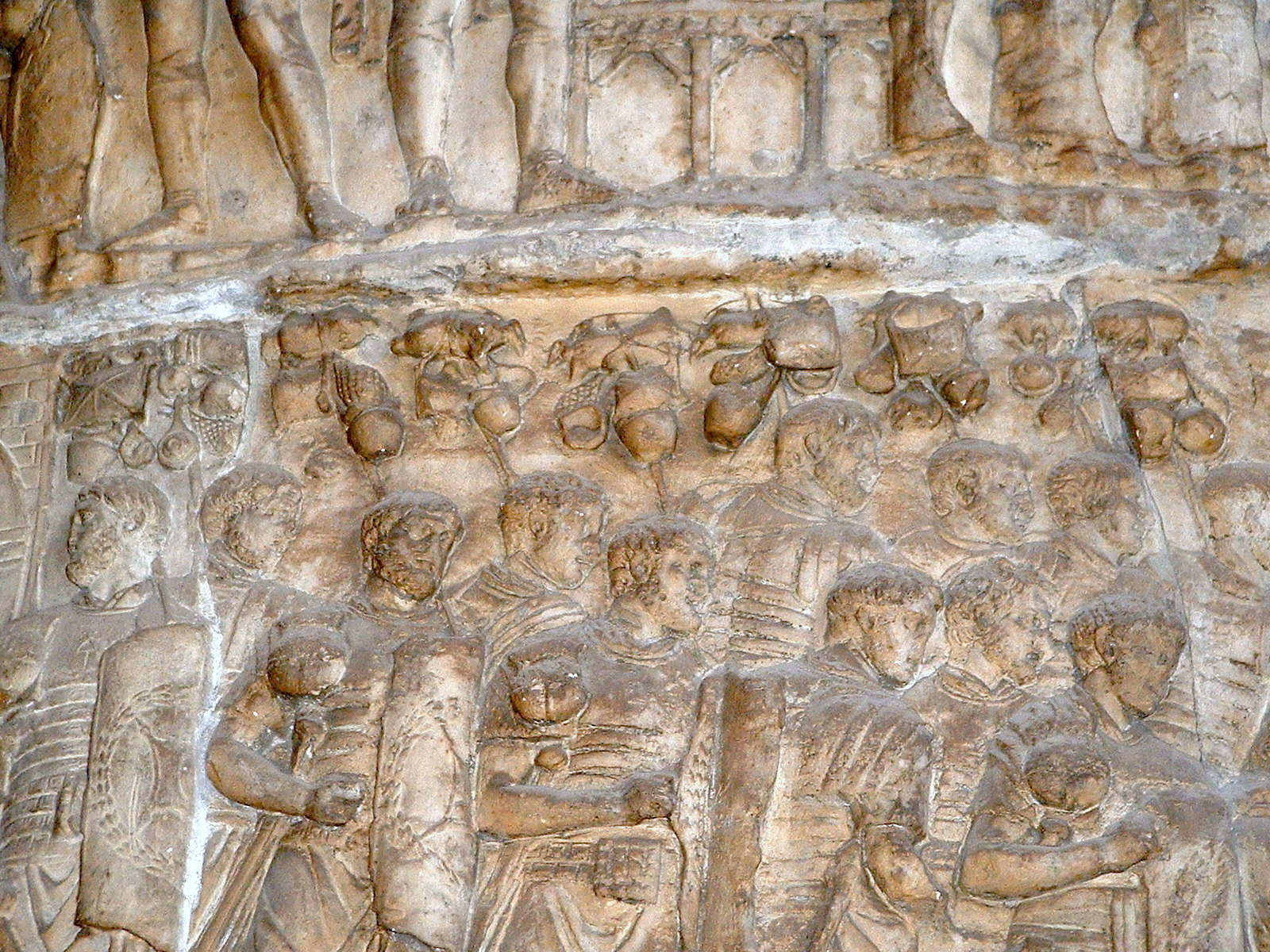
Soldados romanos de alrededor del año 101 d. C. representados en la columna de Trajano.

A finales del siglo I las legiones seguían siendo la espina dorsal del ejército romano, a pesar de que los auxiliares, de hecho, superaban en casi un 50% el número de legionarios. Por otra parte, y en lo que respecta a la composición interna de las legiones, el número de soldados reclutados dentro de la península itálica también cayó de forma gradual desde el año 70. A finales de siglo la proporción de ciudadanos procedentes de Italia había caído hasta el 22 %, siendo el resto de soldados procedentes de las provincias conquistadas. Teniendo en cuenta que técnicamente sólo los ciudadanos romanos tenían derecho a enrolarse en las legiones, se cree que por motivos de necesidad y en algunos casos en los que los reclutas no poseían ésta «simplemente les fue otorgada en el alistamiento».
Para esta época los límites del Imperio se habían mantenido relativamente fijos en los lugares hasta los que se había expandido bajo el gobierno del emperador Trajano. Debido a ello, el ejército fue responsabilizándose cada vez en mayor grado de la protección de las fronteras existentes en lugar de expandirse hacia otros territorios, al contrario de lo que había sucedido en las épocas anteriores. El resultado fue que las legiones comenzaron a quedar estacionadas en ubicaciones muy estables. A pesar de que legiones enteras en ocasiones eran transferidas a lugares en guerra, permanecían mucho tiempo de forma estacionaria en una o más bases legionarias en la provincia, dividiéndose en grupos más pequeños de tropas (en latín, vexillationes) según se requería. Esta política fue el comienzo de lo que en épocas posteriores supondría la división de las fuerzas militares terrestres, en el bajo imperio, en las tropas móviles y estacionarias. En general, las mejores tropas eran enviadas como vexillationes, y el resto, de peor calidad, permanecían para la protección de las defensas fronterizas. Posiblemente entre las que se quedaban en la zona estaban los soldados heridos y aquellos otros próximos a su jubilación.

## Barbarización del ejército (117d.C.-253d.C.)

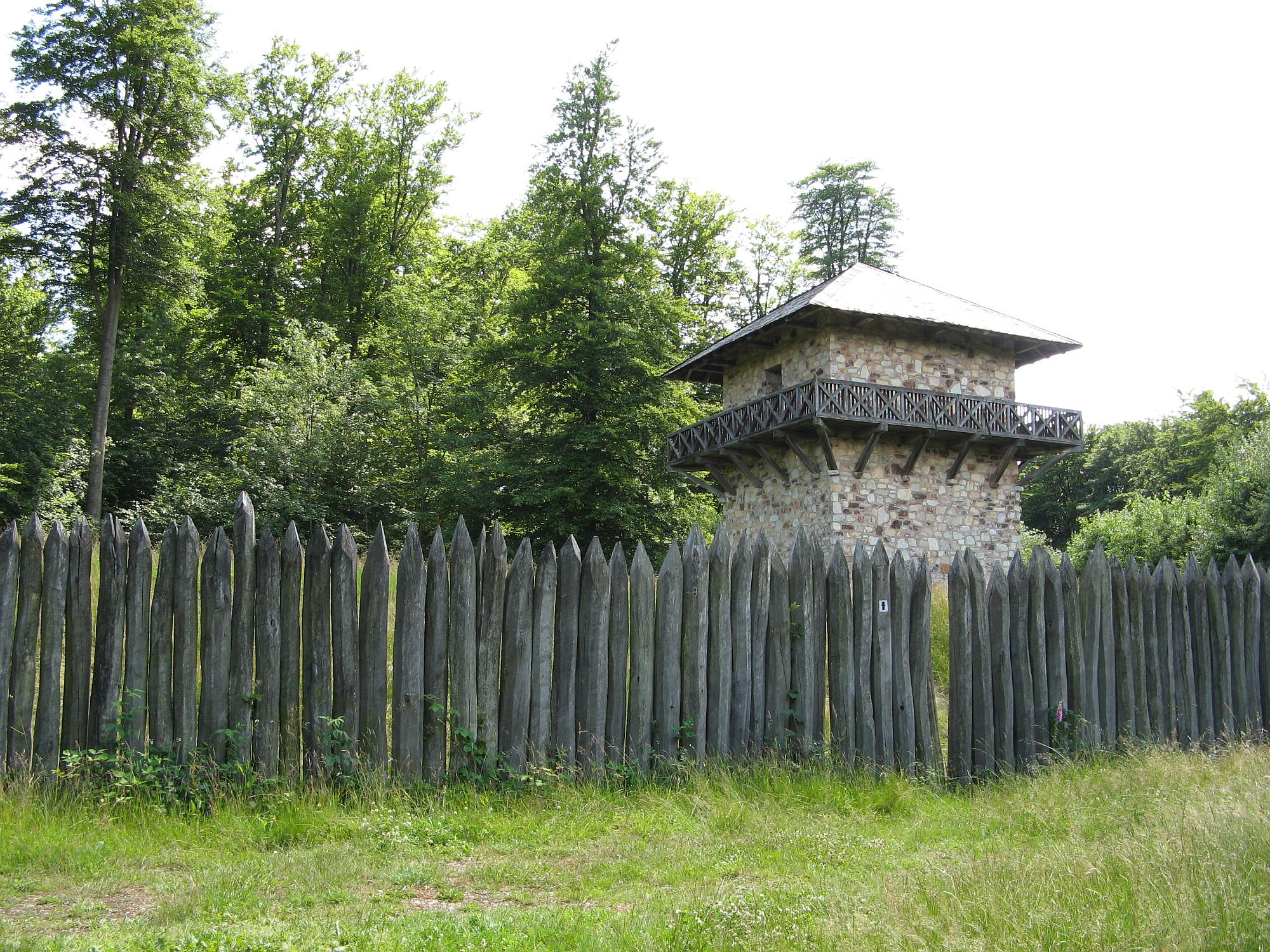
Reconstrucción de una torre romana de vigilancia del Limes, cerca de Kastell Zugmantel, Taunus.

En la época del emperador Adriano la proporción de itálicos en las legiones había descendido significativamente y «se había vuelto habitual completar los destacamentos [de legionarios] mediante las levas locales»
Esto es probablemente el resultado directo de un cambio en las necesidades con respecto al personal militar: en la época de Adriano se estableció alrededor de la periferia del territorio imperial un sistema de defensas fronterizas fijas (en latín, limes), con la finalidad de consolidar con ello las conquistas llevadas a cabo por Trajano. Este sistema exigía que las tropas quedasen establecidas de forma permanente en las provincias, lo cual era una perspectiva mucho más atractiva para los ciudadanos provinciales nacidos en la región que para las tropas itálicas residentes en Italia. La mayoría de las tropas de las legiones a comienzos del siglo III procedían de la provincia relativamente romanizada de Iliria. A medida que el siglo fue avanzando, más y más bárbaros (en latín, barbari) recibían permiso para establecerse dentro del territorio romano a cambio de ayudar en su defensa Como resultado un gran número de bárbaros y semi-bárbaros fueron admitidos de forma gradual en el ejército.
Sin embargo, el hecho de que esta regionalización de las legiones fuese acompañado de una caída en el profesionalismo de las mismas es algo que se discute. Santosuosso argumenta que la estricta disciplina de los días de Mario se había terminado, pero Alfoldi dice que las tropas de Ilira eran a la vez valientes y guerreras, y Tácito describe a los reclutas germanos como si fuesen mercenarios natos (en latín, vivi ad arma nati). Parece que la disciplina en las legiones sí que se flexibilizó, a medida que se comenzó a dar permiso a los soldados para vivir con sus esposas en el exterior de los recintos militares, y se les permitía adoptar un estilo de vida más confortable que contrastaba con el estricto régimen militar de años anteriores Sin embargo, eso no certifica que se produjera una reducción en la efectividad de las legiones, debido a la gran ferocidad y estatura de los nuevos reclutas bárbaros.

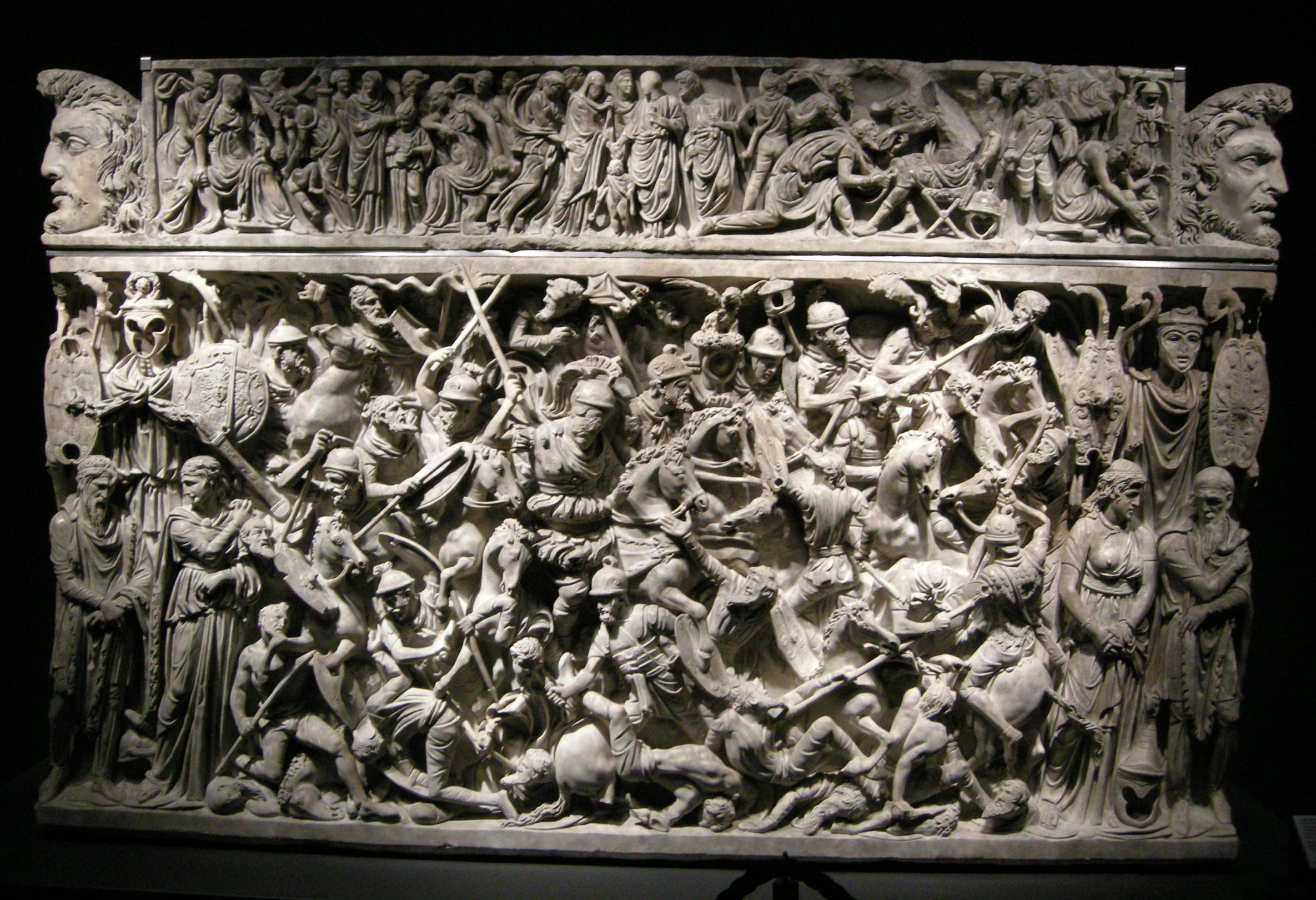
Sarcófago de un general romano en el que se representa una escena de batalla entre soldados romanos y las tribus germánicas en el (aprox. 190 d. C.). Palazzo Massimo alle Terme, Roma.

Soldados romanos del siglo III luchando contra tropas godas, representados en un sarcófago romano contemporáneo (aprox. 250 d. C.).

El estilo del ejército romano, sin embargo, estaba ahora condicionado por el cada vez mayor número de reclutas de las regiones, que llevaba a una barbarización cada vez más visible de las fuerzas romanas en el comienzo del periodo. La barbarización de los rangos más bajos se iba complementando con una barbarización al mismo tiempo de la estructura de mando a medida que los senadores romanos, que tradicionalmente habían sido la fuente de la que procedían los comandantes, eran excluidos del ejército. Para 235 d. C. asciende al trono imperial Maximino el Tracio. Este hecho supone un hito en la historia de Roma, puesto que aunque no se trataba de la primera ocasión en la que el propio emperador, la cabeza del ejército, fuera un hombre nacido fuera de Italia (Trajano y Adriano habían nacido en una provincia, la de la Bética, Septimio Severo en la provincia de África, Caracalla en la de Galia Lugdunense, Heliogábalo en la de Siria...), la familia de Maximino no era de origen romano en absoluto, siendo hijo de dos bárbaros: padre godo y madre alana.
La inclusión gradual de cada vez mayor número de tropas de orígenes diversos dentro del ejército romano se llevó un paso más allá con la creación, en tiempos de Adriano, de un nuevo tipo de unidad añadida a las legiones y a las auxilia, y que sería conocida como numerii. Estaba formada por cuerpos de unos 300 soldados irregulares, y eran reclutados de las provincias subyugadas, así como de los ciudadanos de los estados-clientes o de más allá de los límites fronterizos del estado. Estaban menos equipadas y menos romanizadas que las tropas auxiliares, con un «pronunciado carácter nacional», incluyendo las vestimentas nativas y sus propios gritos de guerra. La introducción de los numerii fue la respuesta a la necesidad de tropas baratas, que fuesen al mismo tiempo fieras y con una fuerza equilibrada de caballería e infantería ligera. Estaban, por tanto, mucho menos armadas y menos entrenadas que los auxilia o que las legiones, aunque también se utilizaban algunas tropas irregulares nativas de élite. En cualquier caso, las legiones todavía suponían alrededor de la mitad del ejército romano en esta época.

## Crisis sucesivas (238d.C.-284d.C.)

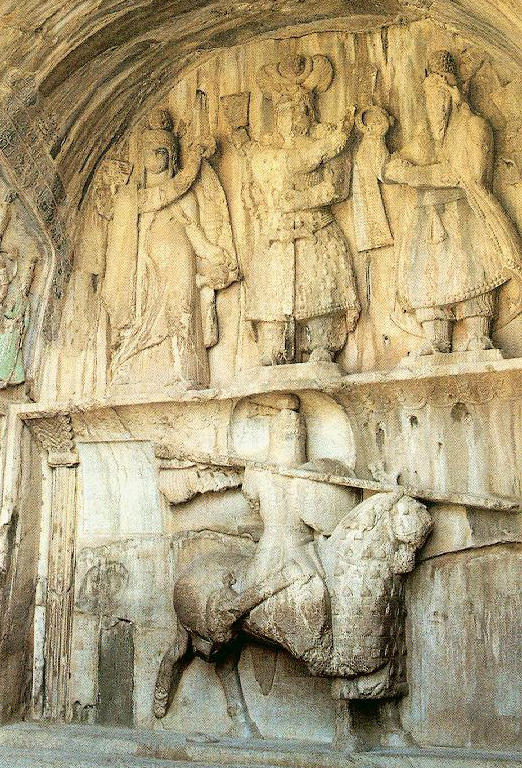
Relieve del representando a un caballero sasánida en Taq-i-Bostan, Irán. Éste sería el modelo del catafractarii romano.

En la época del Bajo Imperio Romano, las fuerzas enemigas tanto en el este como en el oeste eran «suficientemente móviles y suficientemente fuertes como para romper el perímetro defensivo [romano] en cualquier eje seleccionado de penetración»; desde el siglo III en adelante, tanto las tribus germánicas como los ejércitos persas atravesaron las fronteras del Imperio Romano. En respuesta, el ejército romano atravesó una serie de cambios, si bien la mayoría se produjeron como una evolución o adaptación natural al cambio y no tanto como reformas militares deliberadas, como las que se habían producido durante la República y a comienzos del Imperio. Se puso un gran énfasis en la habilidad de combate de todos los tipos militares, como la artillería de campo, las ballistae, de mano, arqueros y dardos.
Las fuerzas romanas fueron incrementando su movilidad de forma gradual, con un soldado de caballería por cada tres de infantería, en comparación con la proporción de uno a cuarenta de comienzos del Imperio. Adicionalmente, el emperador Galieno llevó a cabo el paso revolucionario de crear regimientos de caballería específicos, separándolos de los regimientos mixtos de caballería e infantería que existían antes, incluyendo catafractarii o clibanarii, scutarii, y la caballería legionaria conocida como promoti. Colectivamente, todos estos regimientos eran conocidos como equites. Alrededor de 275, la proporción de catafractarii también se incrementó.
No existe una opinión unívoca en torno a cuándo exactamente se incrementó la proporción relativa de la caballería y en concreto se discute especialmente si las reformas de Galieno ocurrieron a la vez que se incrementó la proporción de la caballería en la composición total del ejército o si se trata de dos eventos separados. Alfoldi parece creer que las reformas de Galieno fueron contemporáneas con el incremento en el número de caballería y argumenta que, para el año 258, Galieno había hecho que la caballería fuese la unidad tipo predominante en el ejército romano, sustituyendo en ese puesto al soldado de infantería pesada que había dominado los ejércitos anteriores. Según el historiador Warren Treadgold, sin embargo, la proporción de caballería no cambió entre los comienzos del siglo III y los comienzos del siglo IV.
Además, durante esta época, grupos cada vez más grandes de barbari comenzaron también a asentarse en los territorios romanos. Las tropas contratadas para que ayudasen al ejército romano ya no se organizaban como los antiguos numeri, sino más parecidas a como lo harían los mercenarios nativos independientes que serían conocidos como tropas federadas (en latín, foederati). Aunque servían bajo las órdenes de oficiales romanos, las tropas de estas unidades estaban mucho más barbarizadas que los numeri, y no estaban romanizados ni en su estructura militar ni en su ideología personal. Además, tampoco adquirían la ciudadanía romana tras el servicio prestado. Por otra parte, a las tropas nativas no se les permitía luchar en bandas de guerra nativas bajo las órdenes de sus propios jefes (cosa que más tarde sí que ocurriría con los foederati), sino que se dividía a las tropas en pequeños grupos adheridos a otras unidades romanas. Estaban por tanto a medio camino entre los numeri, a los que se intentaba romanizar, y los foederati, que eran casi por completo independientes.

## Comitatenses y limitanei (284d.C.-358d.C.)

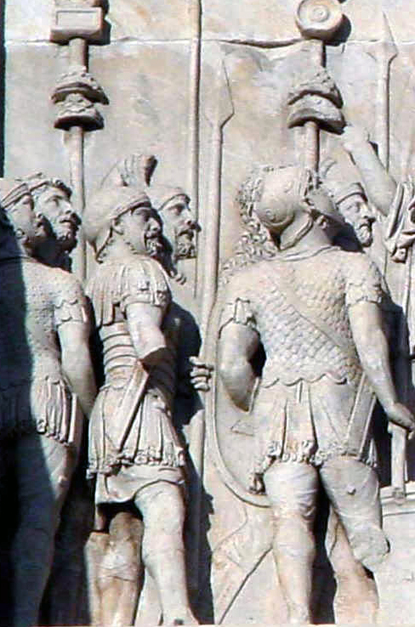
Soldados romanos representados en un relieve del año 312 aproximadamente, en el Arco de Constantino, en Roma. Uno de los rasgos más llamativos de los soldados es que todos llevan barba.

Más adelante en la evolución de la estructura del ejército romano, y cuando comenzó la aplicación de una serie de tropas a las labores concretas de guardia de las fronteras (como ocurría en el caso de la Muralla de Adriano en Britania en el siglo II d. C.), emergiría una nueva distinción entre tropas específicas de protección fronteriza y fuerzas móviles de reserva. Esta práctica podría incluso remontarse hasta finales de la república, con el uso de las legiones «provinciales» y «de emergencia».
En la época del Bajo Imperio, las demandas de soldados para cubrir las necesidades fronterizas, y las reservas estratégicas de fuerza militar habían llevado a la división del ejército en cuatro tipos de tropas. Los destacamentos fronterizos estaban compuestos por una milicia «establecida y hereditaria» (en latín, limitanei o riparienses) que estaban «atados a sus puestos». En la retaguardia, por otro lado, había tropas con una mayor movilidad para su desplazamiento en los campos de batalla y que eran conocidas como comitatenses, que se mantenían como reserva estratégica. Además, en algún lugar intermedio entre estos dos tipos de tropas, había unas reservas más locales y de carácter provincial conocidas como cunei (caballería) y auxilia (para esta época, haciendo referencia solamente a la infantería) que podría haber evolucionado a partir de las unidades de caballería auxiliar de épocas anteriores.
Por último, desde la época del emperador Constantino el Grande, también hubo dos pequeñas reservas centrales (en latín, scholae) que se mantenían como retaguardia estratégica incluso a los comitatenses, cada una en la presencia de los emperadores de Oriente y Occidente, respectivamente. Creadas y expandidas desde las tropas que componían la guardia personal del emperador, estos ejércitos centrales parece que para el año 295 d. C. habrían llegado a un tamaño demasiado grande como para ser contabilizadas como meras guardias personales, aunque todavía eran demasiado pequeñas como para entablar campañas de forma independiente y sin apoyo de los legionarios o vexillationes.
De los cuatro tipos de tropas, las limitanei (guardias fronterizos) se han considerado generalmente como las de inferior calidad, estando formada en su mayoría por milicias de soldados formadas a partir de los campesinos de la zona y que eran muy inferiores tanto a las antiguas legiones como a su contrapartida en los ejércitos de campo.
Mientras que los limitanei debían hacerse cargo de las acciones de patrulla y de las incursiones de baja intensidad, el deber de responder ante incidentes más serios recaía sobre las tropas provinciales. Por último, cuando se hacía necesario contrarrestar las incursiones de mayor escala en el plano estratégico, se requería la actuación de los comitatenses o las tropas móviles de campo, posiblemente acompañadas por los scholae del emperador.
Tanto las tropas fronterizas como las de campo estaban compuestas por una mezcla de infantería y caballería aunque el peso de la caballería era, de acuerdo a algunas autoridades, mayor en el caso de lo ejércitos móviles. Otras investigaciones más antiguas, como la edición de 1911 de la Enciclopedia Británica, establece que el ejército romano del bajo imperio estaba «marcado por la predominancia de la caballería que caracterizaba los primeros siglos de la Edad Media», aunque muchos autores recientes creen que la infantería seguía siendo predominante.
Existe alguna discrepancia sobre si esta nueva estructura militar fue puesta en práctica bajo el gobierno del emperador Diocleciano o si es de la época de Constantino, dado que ambos reorganizaron el ejército a finales del siglo III y comienzos del IV hasta cierto punto. Tanto Diocleciano como Galieno, su predecesor durante treinta años, podrían haber llegado a controlar las reservas móviles estratégicas para ayudar a las fuerzas fronterizas imperiales. Puede que Diocleciano o puede que Constantino I expandiría esta fuerza hasta constituir ejércitos permanentes.
El reclutamiento entre los ciudadanos romanos, por otra parte, se había visto muy mermado como consecuencia de varios acontecimientos: Por una parte, se había producido una reducción de la población, junto con un incremento muy numeroso en las categorías de ciudadanos eximidos del servicio militar, así como la expansión del mensaje pacifista cristiano. Todos estos factores conjuntos culminaron con «la retirada de la clase urbana de todas las formas de actividad militar». En su lugar, gran parte de los efectivos de Roma se reclutaban ahora de habitantes no italianos que vivían en las fronteras del imperio, muchos de los cuales eran bárbaros o semi-bárbaros que se habían asentado recientemente en tierras del imperio, incluyendo a varias colonias de carpianos, bastarnos y sármatas.
Aunque las unidades descritas como legiones existieron hasta el siglo V, tanto en las fronteras como en los ejércitos móviles el sistema legionario era muy diferente del que hubo en la época del principado y del comienzo del imperio. Si bien el término legión continuaba utilizándose, no está claro exactamente cuándo cambió la estructura y el rol de las legiones. En algún momento entre los siglos III y IV, en cualquier caso, el rol de las legiones como infantería pesada de élite fue reducido de forma sustancial y podría haberse evaporado completamente.
En su lugar, esas «legiones» que todavía existían no se componían ya exclusivamente de ciudadanos romanos (y puede que apenas hubiese entre sus filas). Diocleciano o Constantino reorganizó el ejército en unidades de infantería más pequeñas que, de acuerdo a algunas fuentes, podrían haber ido armadas de forma más ligera que las antiguas legiones. Su armamento más ligero podría haber sido porque «no hubieran consentido acarrear tanto peso de armadura como los antiguos legionarios» o, como ocurrió al menos en un evento registrado, porque les fuere prohibido por su general el llevar armaduras más pesadas para con ello incrementar su movilidad.
Las legiones del siglo IV tenían en ocasiones solamente un sexto del tamaño original de las legiones imperiales, e iban armadas con una combinación de lanzas, arcos, hondas, dardos y espadas, reflejando un mayor énfasis contemporáneo en la lucha a distancia.
Constantino incrementó todavía más la proporción de tropas germánicas en el ejército regular, siendo su impacto tan grande que incluso los legionarios comenzaron a vestir de la manera germánica.

## Adopción de aliados bárbaros (358d.C.-395d.C.)
A finales del siglo IV el imperio tenía una deficiencia crónica en cuanto a su capacidad de reclutar suficientes tropas de entre su propia población. Como alternativa, el incremento de impuestos internos se utilizaba cada vez en mayor medida para pagar a los reclutas bárbaros, cuyo número iba en aumento. Los romanos, en algunos momentos, habían reclutado a soldados no romanos individuales para formar en las unidades militares regulares. Sin embargo, en el año 358 d. C. esta práctica se aceleró mediante la adopción a gran escala de todos los francos dentro del imperio, permitiendo con ello acceder a una gran base de población que reclutar. En contraprestación por permitírseles establecerse como foederati en el norte de la Galia, cerca del Rin, los francos tendrían la obligación de defender las fronteras del imperio en su territorio y de proveer tropas para que prestasen el servicio militar como unidades romanas.
En el año 376 un gran contingente de godos solicitó al emperador Valente su permiso para establecerse en el sur del río Danubio en términos similares a los acordados con los francos. Los godos también fueron admitidos en el imperio en calidad de foederati, aunque se rebelaron más tarde ese mismo año, lo que llevó a un enfrentamiento que terminó con la aplastante derrota de los romanos en la Batalla de Adrianópolis. Las graves pérdidas que sufrió el ejército romano durante la batalla causaron, irónicamente, que el imperio romano se viese obligado a apoyarse todavía más en las tropas de foederati como apoyo a las suyas propias.
En el año 382 la práctica se extendió de forma radical cuando las tropas federadas fueron reclutadas en masa como contingentes aliados de tropas laeti y foederatii separadas de las unidades romanas existentes.
El tamaño y composición de las fuerzas aliadas de los bárbaros, sin embargo, todavía se discute. Santosuosso argumenta que los regimientos de foederati estaban compuestos en su mayoría por caballería y que eran reclutadas de forma temporal para campañas específicas y, en algunos casos, como adición permanente al ejército. El historiador Hugh Elton, por su parte, cree que la importancia de los foederati se ha sobrestimado en los relatos tradicionales de historiadores como A.H.M. Jones. Elton defiende que la mayoría de los soldados eran probablemente ciudadanos romanos no italianos, mientras que Santosuosso cree que las mayoría de tropas eran casi con certeza de origen bárbaro.

## Colapso del Imperio Romano de Occidente y supervivencia de Oriente (395d.C.-476d.C.)

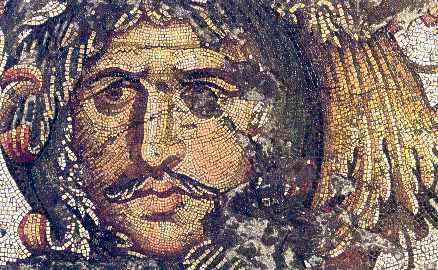
Mosaico representando lo que se cree que es un líder godo. Los godos eran empleados por los romanos como foederati en el.

El ejército móvil compuesto por los no federados y conocido como los comitatenses fue finalmente dividido en varios ejércitos más pequeños. En la nueva estructura militar había un ejército central bajo el control directo del emperador, conocido como comitatense palatina o praesental, y varios ejércitos regionales. Los historiadores Santosuosso y Vogt coinciden en que más tarde estos ejércitos irían degradándose para convertirse en unidades de guarnición similares a los limitanei, a las cuales suplementaron o reemplazaron. En el siglo V una significativa porción de la fuerza militar del Imperio Romano de Occidente descansaba en los mercenarios bárbaros conocidos como foederatii.
A medida que el siglo V fue avanzando, muchas de las fronteras originales del imperio habían sido completa o parcialmente despojadas de tropas para poder reforzar el ejército central; y algunas áreas como Britania se habían terminado abandonando completamente por la imposibilidad material de defenderlas. En 395, el Imperio Romano de Occidente tenía varios ejércitos regionales en Italia, Iliria, Galia, Britania y África, y unos doce ejércitos fronterizos. Para el año 430, se establecieron dos ejércitos más, uno en Hispania y otro en Tingitania, pero los romanos habían perdido el control de Britania y de buena parte de la Galia, Hispania y África. En el mismo periodo, el Imperio Romano de Oriente tenía dos ejércitos móviles En la presencia del emperador (en Constantinopla), tres ejércitos regionales (en el este, en Tracia y en Iliria) y quince ejércitos fronterizos.
A medida que las tropas romanas se iban extendiendo y diluyendo a lo largo de su gran frontera, el territorio del imperio continuaba reduciéndose en tamaño. Las bandas de bárbaros comenzaron a penetrar cada vez más a través de las fronteras más vulnerables del imperio, convirtiéndose en invasores a la vez que en colonizadores. En 451, los romanos fueron capaces de derrotar a Atila el Huno, pero solo con la ayuda de una confederación de tropas entre las que se incluían efectivos aportados por los visigodos y los alanos.
Las oleadas de invasiones bárbaras continuaron produciéndose, algunas de las cuales llegaron incluso hasta el corazón de Italia, hasta que las fronteras del Imperio Romano de Occidente terminaron por colapsar. Simultáneamente, las tropas bárbaras que se encontraban a sueldo de Roma pasaron a «un estado de turbulencias y revueltas casi continuas» desde el año 409 en adelante. En 476 estos ejércitos terminarían destronando a Rómulo Augusto, el último emperador del Imperio Romano de Occidente.
El Imperio romano de Oriente (conocido también como Imperio bizantino) continuó en pie, y el ejército y la armada naval bizantina continuarían defendiéndolo hasta su caída en 1453.